# Forcepia fragilis
Forcepia fragilis är en svampdjursart som beskrevs av Stephens 1917. Forcepia fragilis ingår i släktet Forcepia och familjen Coelosphaeridae. Inga underarter finns listade i Catalogue of Life.